# Иоахим Мюнстербергский
Иоахим Мюнстербергский (чеш. Jáchym z Minstrberka, нем. Joachim von Münsterberg, Joachim of Münsterberg-Oels; 18 января 1503, Олесница — 27 декабря 1562, Вроцлав) — князь Зембицкий и Олесницкий (1536—1542), князь-епископ Бранденбургский (1545—1560), титулярный граф Кладский.

## Биография

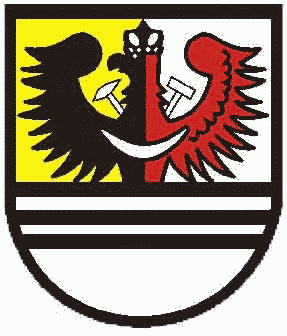
Герб Серебряной Горы 1536 года

Представитель чешской династии Панов из Подебрад. Второй сын Карла I, князя Олесницкого и Зембицкого (1476—1536), и его жены, Анны Жаганьской (ок. 1480—1541), дочери Иоганна II Безумного, князя Жаганьского. В 1515—1517 годах его отец доверил образование принца канонику ныскому Иоганну Хессу, который позднее стал одним из важных религиозных реформаторов в Силезии.
После смерти Карла I в 1536 году Иоахим с младшими братьями Генрихом II, Иоганном и Георгом II получили в совместное владение Зембицкое и Олесницкое княжества в Силезии. Одним из их первых решений было предоставление 25 июня того же года городских прав Серебряной Горе, что было связано с развитием горнодобывающей промышленности в Судетах.
Иоахим Мюнстербергский перешел из католичества в лютеранскую веру, горячим сторонником которой он стал еще при жизни своего отца. В связи с этим, в 1537 году он изгнал из Зембице католических священников, а на их место принял лютеранского пастора. В том же году Иоахим встретился в Баутцене с курфюрстом Бранденбургским Иоахимом II Гектором и договорился с ним о том, что он в ближайшее время займет освободившуюся епископскую кафедру в Любуше или Бранденбурге. В свою очередь Иоахим и его младшие братья отказались от своих претензий на Кросно-Оджаньске.
В 1542 году князья-соправители Иоахим, Генрих, Иоганн и Георг продали Зембицкое княжество своему дяде, князю Бжегско-Легницкому Фридриху II за 70 тысяч флоринов. Одновременно Иоахим отказался от правления в Олесницком княжестве.

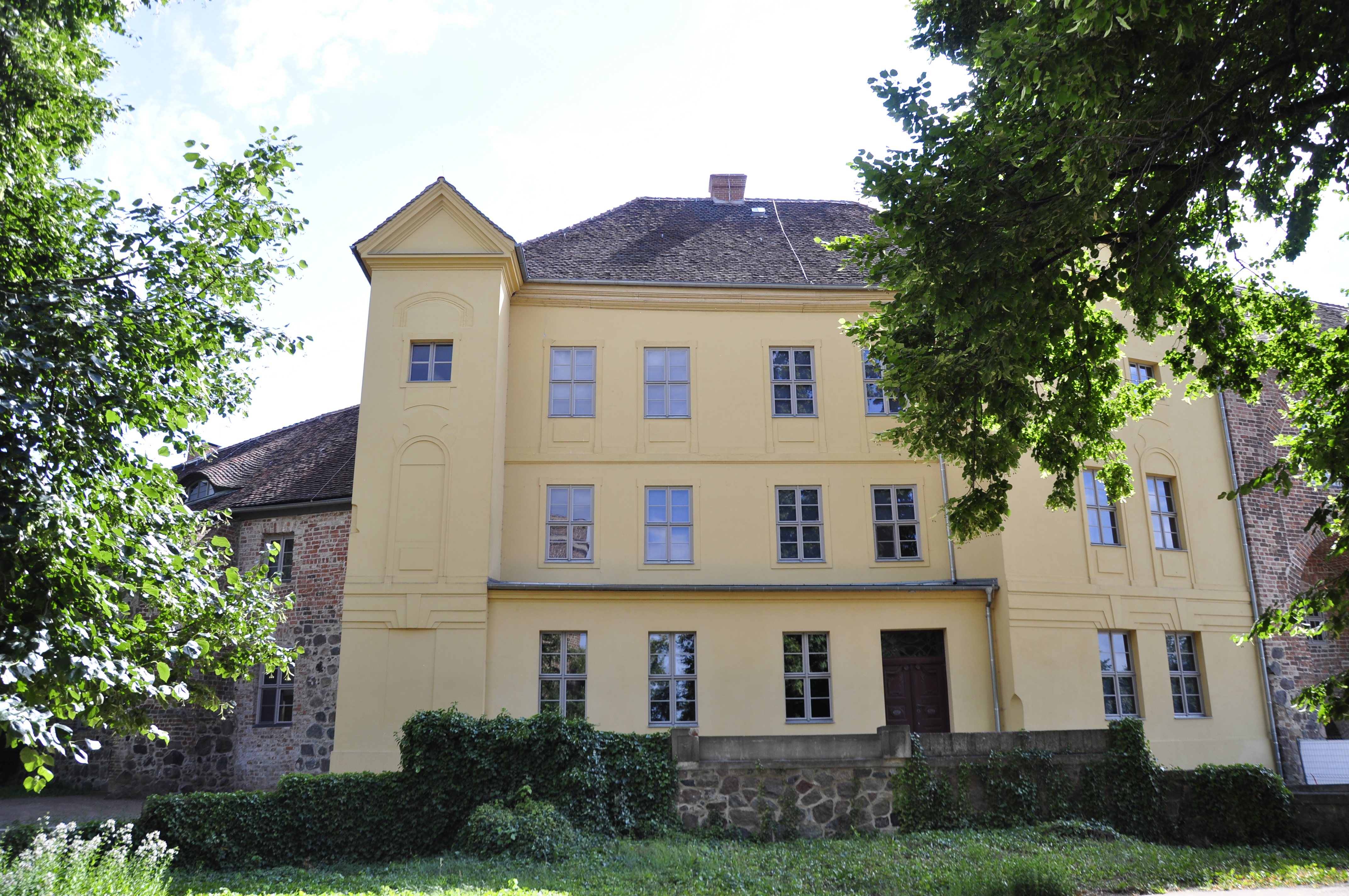
Замок Циезар, резиденция епископов Бранденбургских

Соборный капитул в Бранденбурге выступал против Реформации и отрицательно относился к переходу курфюрста Бранденбургского Иоахима II Гектора а лютеранскую веру в 1539 году, в связи с чем он блокировал избрание Иоахима в сан епископа. Несмотря на это, курфюрст исполнил свои обязательства, и 6 ноября 1545 года назначил Иоахима новым епископом Бранденбургским. Одновременно Иоахим получил титул имперского князя вместе с большими владениями в Бранденбурге. В 1560 году Иоахим отказался от сана епископа в пользу Иоганна Георга, старшего сына курфюрста Иоахима II Гектора от первого брака с Магдаленой Саксонской. После смерти Иоахима II Гектора в 1571 году Бранденбургское епископство было включено в состав владений курфюршества Бранденбург. Иоахим Мюнстербергский вернулся на родину, где до своей смерти осуществлял опеку над своими племянниками — Генрихом III и Карлом II в Берутувском княжестве.
59-летний Иоахим Мюнстербергский скончался 27 декабря 1562 года во Вроцлаве. Зембицкое княжество перешло в состав Королевства Богемия после смерти племянника Иоахима, князя Карла Криштофа в 1569 году. Вторая линия дома Подебрадов владела Олесницким княжеством до 1647 года.